# Флатхед (језеро)
Флатхед (енгл. Flathead Lake) је језеро у Сједињеним Америчким Државама. Налази се на територији америчке савезне државе Монтана. Површина језера износи 497 km².